# Municipio de New Haven (condado de Shiawassee)
El municipio de New Haven (en inglés: New Haven Township) es un municipio ubicado en el condado de Shiawassee en el estado estadounidense de Míchigan. En el año 2010 tenía una población de 1329 habitantes y una densidad poblacional de 14,36 personas por km².

## Geografía
El municipio de New Haven se encuentra ubicado en las coordenadas 43°5′26″N 84°6′4″O / 43.09056, -84.10111. Según la Oficina del Censo de los Estados Unidos, el municipio tiene una superficie total de 92.56 km², de la cual 92,16 km² corresponden a tierra firme y (0,43 %) 0,4 km² es agua.

## Demografía
Según el censo de 2010, había 1329 personas residiendo en el municipio de New Haven. La densidad de población era de 14,36 hab./km². De los 1329 habitantes, el municipio de New Haven estaba compuesto por el 98,42 % blancos, el 0,3 % eran amerindios, el 0,15 % eran asiáticos, el 0,15 % eran de otras razas y el 0,98 % eran de una mezcla de razas. Del total de la población el 0,9 % eran hispanos o latinos de cualquier raza.